# Prix Nicolas-Missarel
Le prix Nicolas-Missarel est un ancien prix littéraire annuel de philosophie, créé en 1935 par l'Académie française et « destiné à récompenser des auteurs d'ouvrages de découvertes scientifiques relevant de tous les domaines et appelées à augmenter les bienfaits de l'humanité ».
En 1976, ce prix disparaît au profit du prix Montyon de littérature et de philosophie, constitué par regroupement des prix et des fondations Montyon, Boudenoot, Capuran, Constant Dauguet, Dodo, Juteau-Duvigneaux, Fabien, Auguste Furtado, Marcelin Guérin, Halphen, de Jouy, Lafontaine, Louis-Paul-Miller, Nicolas Missarel, Hélène Porgès, Saint-Cricq, Sobrier-Arnould, Paul Teissoniere et Maurice Trubert. 
Le prix Montyon est destiné « aux auteurs français d’ouvrages les plus utiles aux mœurs, et recommandables par un caractère d’élévation et d’utilité morale ».

## Liste des lauréats

### Années 1930
- 1938 : Dr Louis Chauvois (1881-1972) pour D'Arsonval. Soixante-cinq ans à travers la science
- 1939 : Léon Binet pour Au bord de l'étang

### Années 1940
- 1944 : André Binet (1883-1966) pour L'Amour et l'émotion chez la femme
- 1945 : Amédée Fayol pour Philippe Lebon, inventeur du gaz d'éclairage
- 1947 : André Binet (1883-1966) pour Souvenirs et propos d'un gynécologue
- 1948 : Francisque Liandrat pour Hudson le naturaliste
- 1949 : Jean-Albert Weil (1899-1980) pour De la souffrance à la pensée

### Années 1950
- 1950 : 
  - Maurice Terrillon pour L’Asepsie
  - Maurice Vernet (1887-1974) pour Hérédité-Clartés sur une énigme
- 1956 : Albert-André Nast pour Le Malade, la Mort et le Médecin
- 1957 : Robert Broca (1888-1964) pour Cinquante ans de conquêtes médicales

### Années 1960
- 1960 : Yves Bouvrain pour Le Cœur, ses maladies, ses traitements
- 1962 : Georges Bénézé pour Le Nombre dans les sciences expérimentales
- 1963 : Michel Rousseau pour L’Animal, civilisateur de l’homme
- 1964 : 
  - Marie-Henriette Alimen pour Les Origines de l’homme
  - Georges Gusdorf pour Pourquoi des professeurs ? Pour une pédagogie de la pédagogie
- 1965 : Jacques Lecomte pour L’Administration chez les animaux
- 1967 : Pierre Jaccard (1901-1979) pour Psycho-sociologie du travail

### Années 1970
- 1974 : Mireille Marc-Lipiansky pour Le structuralisme de Lévi-Strauss
- 1975 : Louis Nicol pour L’Épopée pastorienne et la médecine vétérinaire
- 1976 : 
  - Claudine Brelet-Rueff pour Médecines traditionnelles sacrées
  - Jean de Goldfiem pour Manuel d’hippologie
- 1978 : Jean-Marie Dolle pour De Freud à Piaget
- 1979 : Michel Audisio pour Psychisme et biosystèmes (essai sur les bases du fonctionnement mental)

### Années 1980
- 1980 : Jeanne Duron et Paul Sivadon pour La Santé mentale
- 1981 : Paule Fougère (1916-2003) pour Agressions et défenses du corps
- 1982 : 
  - Jacques Barbizet pour Pathologie de la mémoire
  - Jean-Alexis Néret pour Guide pour les enfants et adolescents en difficulté
  - Mireille Oblin Brière pour La canne blanche
  - Jean-Marie Pelt pour La Médecine par les plantes
- 1984 : 
  - Henri Amoroso (1925-2016) pour Les Mécanismes du génie
  - Émile Henocq (1919-1993) pour Un mal étrange : l’allergie
- 1985 : 
  - Philippe Meyer pour La Révolution des médicaments, mythes et réalités
  - Claudine Herzlich et Janine Pierret pour Malades d’hier, malades d’aujourd’hui - De la mort collective au devoir de guérison
- 1987 : Marie Balmary pour Le Sacrifice interdit. Freud et la Bible
- 1988 : Dominique Laplane pour La Mouche dans le bocal - Essai sur la liberté, l’homme neuronal